# Rumeysa Aredba
Hatice Rumeysa Hayridil Aredba známá také jako Hatice Rumeysa Hayridil Hanimefendi (1873 Abcházie – 1929 Istanbul) byla princezna žijící v osmanském harému. Je známá především díky sepsání vzpomínek, které přinesly mnoho detailů o osobnosti a životě sultána Mehmeda VI. v sanremském exilu.

## Život
Narodila v roce 1873 jako princezna do dynastie Aredba. Byla druhou dcerou prince Halila Beye Aredba. Ještě před Rusko-tureckou válkou v  etech 1877-1878, byla společně se sestrami Amine a Pakize a sestřenicemi Emine, Daryal, Naciye, Fatmou a Kamile, poslána do paláce Cemile Sultan, kde měly sloužit. Během této služby dostala jméno Hayranidil. Její sestřenice Emine byla přejmenována na Nazikedu a v roce 1885 se provdala za sultána Mehmeda VI. Rumeysa se stala její dvorní dámou. Její starší sestra byla také přejmenována na Nazikedu a provdala za Şehzada Yusufa Izzeddina.
Většinu života strávila spolu s rodinou sultána Mehmeda VI. V roce 1924 rodinu doprovázela i v exilu. Během pobytu v exilu sepsala vzpomínky Sultan Vahdeddinin San Remo Günleri, které detailně popisovaly sultánův život a jeho pobyt v exilu. Sultán Mehmed zemřel v roce 1926. Po jeho smrti se vrátila zpět do Istanbulu, kde v roce 1929 zemřela.